# Associação Desportiva Uberlandense
A Associação Desportiva Uberlandense ou simplesmente Uberlandense é um clube brasileiro de futebol, da cidade de Uberlândia, no estado de Minas Gerais.

## História
Em 2006, o Unitri disputou seus últimos campeonatos profissionais: o Campeonato Mineiro do Módulo II e a Taça Minas Gerais, tendo desativado seu departamento de futebol para que o centro universitário retomasse sua parceria com o Uberlândia Esporte Clube, para reunir e fortalecer o futebol uberlandense.
Sua partida derradeira foi uma vitória sobre o ex-rival Uberlândia por 3 a 0 no Parque do Sabiá, no dia 5 de Novembro de 2006. Nas categorias de base, seu último jogo foi um empate por 1 a 1 com o Villa Nova, no dia 4 de Outubro de 2006, no Estádio Municipal Airton Borges, em Uberlândia.
Em 2009, a Unitri retomou as suas atividades no futebol, onde disputou o do Campeonato Mineiro da 3ª Divisão, terminando na 4ª colocação. Parou e retornou em 2013 como Associação Desportiva Uberlandense, ficando na 6ª posição.

## Títulos

### Estaduais
- Campeonato Mineiro da Segunda Divisão: 2003.